# Glavni korijen
Glavni korijen (primarni korijen), korijen primarnog korijenskog sustava, raste okomito prema dolje. Većina dikotiledonih biljaka, poput maslačka, daje glavno korijenje, a neke, poput jestivog korijenja mrkve i cikle, specijalizirane su za skladištenje hrane.
Nakon klijanja, prva struktura koja izbija iz većine sjemenki je korijen iz embrionalnog korijena. Ovaj primarni korijen je glavni korijen. U biljkama kod kojih glavni korijen postoji, manji bočni korijeni (sekundarni korijeni) obično izviru iz glavnog korijena i mogu zauzvrat proizvesti još manje bočne korijene (tercijarno korijenje). To služi za povećanje površine za apsorpciju vode i minerala. Kod drugih biljaka, početni glavni korijen brzo se modificira u vlaknasti ili difuzni sustav, u kojem početno sekundarno korijenje ubrzo bude jednako ili premašuje veličinu primarnog korijena i nema dobro definiranog pojedinačnog glavnog korijena. Vlaknasti sustavi korijena općenito su plići od sustava glavnog korijena.